# (1916) Bóreas
(1916) Bóreas es un asteroide perteneciente a los asteroides Amor descubierto por Sylvain Julien Victor Arend desde el Real Observatorio de Bélgica, Uccle, el 1 de septiembre de 1953.

## Designación y nombre
Bóreas fue designado inicialmente como 1953 RA.
Más tarde se nombró por Bóreas, un dios de la mitología griega.

## Características orbitales
Bóreas está situado a una distancia media de 2,272 ua del Sol, pudiendo acercarse hasta 1,249 ua. Su excentricidad es 0,4502 y la inclinación orbital 12,89°. Emplea en completar una órbita alrededor del Sol 1251 días.